# Karma (groupe brésilien)
Pour les articles homonymes, voir Karma (homonymie).
Karma est un groupe brésilien de metal progressif, originaire de São Paulo. En date de 2010, l'activité du groupe est inconnue.

## Biographie

### Débuts
Karma est formé en 1998 et commence en jouant des reprises. L'idée de départ est venue du guitariste, Gabriel Kaue, et de son professeur, Chico Dehira. Ensuite, ils invitèrent le batteur Marcell Cardoso et un bassiste, Edu Carioca. C'est au cours d'un concert de Dr. Sin que le groupe découvre le chanteur Thiago Bianchi, qui en assurait la première partie. Celui-ci fut invité à rejoindre Karma et accepta aussitôt l'aventure. Quelques jours plus tard, il découvrent le claviériste Alexandre da Cunha, qui les rejoint également. 
Avec l'arrivée des claviers, le guitariste Gabriel Kaue décide de quitter le groupe. Les changements ne faisaient que commencer. Edu Carioca part à son tour, et est remplacé par Vanessa Odry. Peu de temps après, Alexandre da Cunha part, et est remplacé par Fabrizio di Sarno. Le groupe, enfin au complet, entreprend d'enregistrer une première démo, et commence à faire la première partie de grands groupes, tels Stratovarius et Hammerfall en 1999.

### Inside the Eyes(1999–2005)
En 1999, le groupe commence l'enregistrement de son premier album Inside the Eyes. Karma a aussi la chance, à la même époque, de faire la première partie d'Angra à São Paulo. La même année, le groupe joue avec Shaman au concert Heart of Steel. Un concert qui apporte au groupe une confiance accrue sur scène et en studio pour la création de l'album. Peu de temps après, Vanessa Odry quitte le groupe, et est vite remplacée par Felipe Andreoli. La pression est lourde sur les épaules du nouveau bassiste, qui a très peu de temps pour apprendre et graver les chansons pour l'album, déjà en cours d'enregistrement.
Inside the Eyes est finalement publié au Brésil, avec au passage un invité de marque, Andre Matos (ex-Shaman, ex-Angra) sur le titre The Speech. Le disque parait également en Europe et aux États-Unis, mais seulement en décembre 2001. Felipe Andreoli, invité à rejoindre la nouvelle formation d'Angra, quitte lui aussi Karma après la sortie de l'album. Il est aussitôt remplacé par Andria Busic (Dr. Sin) avant que celui-ci ne s'aperçoive que les plannings des deux groupes étaient incompatibles. Le jeune Fernando Giovannetti devient le nouveau bassiste de Karma, mais pour très peu de temps seulement.

### Leave Now!!!(depuis 2005)
Tito Falaschi, le frère d'Edu Falaschi et chanteur d'Angra, rejoint Karma en tant que bassiste et second chanteur, après Thiago Bianchi. Le groupe, sous l'influence de Tito commence à essayer un nouveau style. Tito Falschi écrit et compose plusieurs chansons pour le deuxième album Leave Now!!!. Mais, pour des raisons personnelles, il quitte Karma, laissant le groupe à nouveau sans bassiste. Finalement, Felipe Andreoli, qui n'avait jamais perdu le contact avec le groupe, manifesta son désir de revenir dans le groupe (sans pour autant quitter Angra) et reprend sa place de bassiste. Une fois de plus, l'album déjà presque fini, il dut apprendre et enregistrer les chansons en très peu de temps.
Avec des chansons, plus courtes et plus directes, le deuxième album de Karma s'éloigne de la complexité très progressive de l'album Inside the Eyes. Leave Now!!! sort donc en 2005, au Brésil au Japon et en Europe. Par la suite, les membres de Karma seront tous très occupés par différents projets, Thiago Bianchi remplaçant Andre Matos au sein de Shaman, Fabrizio Di Sarno occupant le poste de claviériste également pour Shaman et Felipe Andreoli se lançant dans l'aventure d'Almah.
Finalement, en janvier 2010, Thiago Bianchi annonce que le groupe est en train de répéter de nouvelles chansons avec un nouveau guitariste, qui n'est autre qu'Edu Ardanuy (Dr. Sin).

## Membres

### Membres actuels
- Marcell Cardoso – batterie (1999-?)[1]
- Fabrizio Di Sarno – clavier (1999-?)[1]
- Thiago Bianchi – chant (1999-?)[1]
- Felipe Andreoli – basse (2004-?)[1]

### Anciens membres
- Eduardo Carioca – basse[1]
- Andria Busic 	– basse[1]
- Fernando Giovannetti – basse[1]
- Vanessa Odry – basse[1]
- Chico Dehira – guitare (1999-2003)[1]
- Tito Falaschi – basse (2005)[1]

## Discographie
- 2000 : Inside the Eyes
- 2005 : Leave Now!!!